# Tadeusz Skorupa

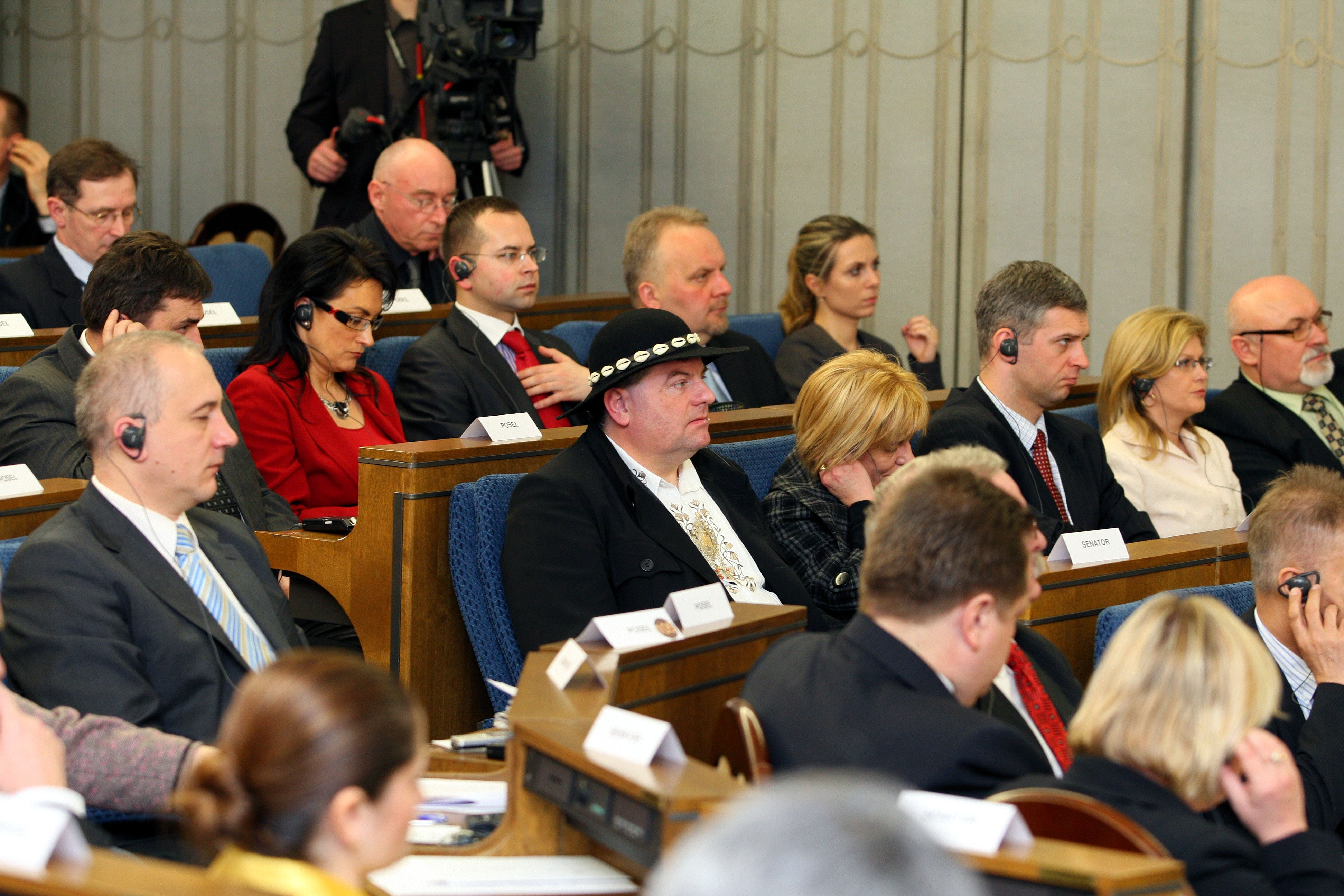
Tadeusz Skorupa (w stroju góralskim) podczas Zgromadzenia Posłów i Senatorów w Sali Obrad Senatu (2008)

Tadeusz Wojciech Skorupa (ur. 9 sierpnia 1959 w Nowym Targu) – polski polityk, przedsiębiorca, senator VII kadencji.

## Życiorys
W 1980 ukończył nowotarskie Technikum Mechaniczne. W 2008 został absolwentem studiów licencjackich z zakresu zarządzania w Wyższej Szkole Zarządzania i Bankowości w Krakowie.
Od 1991 prowadził firmę transportową „Skorupa – transport międzynarodowy”. Posiada też indywidualne gospodarstwo rolne. Przed 1989 był związany „Solidarnością” Rolników Indywidualnych i Komitetem Obywatelskim. Kieruje oddziałem Związku Podhalan w Podczerwonem, gdzie mieszka.
W wyborach parlamentarnych w 2001 bezskutecznie kandydował do Sejmu z listy Prawa i Sprawiedliwości. W wyborach parlamentarnych w 2007 uzyskał mandat senatora z listy tej partii, otrzymując w okręgu nowosądeckim 107 261 głosów. W Senacie zasiadał w Komisji Spraw Emigracji i Łączności z Polakami za Granicą oraz Komisji Nauki, Edukacji i Sportu.
W 2004 i 2009 był kandydatem Prawa i Sprawiedliwości w wyborach do Parlamentu Europejskiego w okręgu małopolsko-świętokrzyskim.
Do 2010 pełnił funkcję skarbnika zarządu okręgowego PiS w Nowym Sączu. Został zawieszony w prawach członka tej partii 25 marca 2010 po ujawnieniu przez „Tygodnik Podhalański” zapisu jego rozmowy z lokalnym przedsiębiorcą, dotyczącej przetargu na zakup nieruchomości, w której senator w wulgarny sposób skarżył się także na warunki pracy i wynagrodzenia. 3 dni później zrezygnował z członkostwa w ugrupowaniu. Pozostał jednak członkiem klubu parlamentarnego PiS, a w maju 2011 ponownie został przyjęty do partii. W wyborach parlamentarnych w 2011 bez powodzenia ubiegał się o reelekcję.